# 椎名友美
椎名 友美（しいな ともみ）は、日本の元女優。プロレスラー・三沢光晴の夫人。

## 人物・経歴
- 1988年5月10日、三沢光晴と結婚。

## 出演

### テレビドラマ
- 忠臣蔵（1985年、NTV）
- Wの悲劇（1986年、CX）
- 山村美紗サスペンス「死者の手のひら」（1986年、KTV）
- 暴れん坊将軍II 第179話「箱根八里の鬼退治!」（1986年、ANB / 東映） - お照
- 必殺仕事人V・風雲竜虎編 第18話 「身代り大名悪人討ち!」（1987年、ABC） - お里
- かるわざ剣法 恋も抜き打ち素浪人（1987年、ANB）
- 京都離婚旅行殺人事件（1987年、ANB）
- 秋の時代劇スペシャル「新選組」（1987年、ANB）
- 京都サスペンス「柩の中に藤の花を」（1987年、KTV）

### 映画
- ザ・サムライ（1986年） - 田代恵子 役
- 大奥十八景（1986年） - お里 役
- 肉体の門（1988年） - 上海お時 役